# Октябрьский партизанский край
Октябрьский партизанский край — зона партизанского движения во время Великой Отечественной войны на территории Белорусской ССР. К началу 1943 года в Белоруссии действовало 512 партизанских отрядов, объединявших более 56 тыс. партизан. Октябрьский район стал одним из центров партизанского движения.

## История возникновения
Партизанское движение в октябрьском районе возникло в тылу врага с первых дней оккупации Белоруссии и нарастало с каждым днём. Ополченцы нападали на врагов, полицейские участки, порою отвоёвывая целые районы, где восстанавливали советскую власть. Эти территории, освобождённые партизанами в тылах вражеских войск, получили название партизанских зон и краёв.
Партизанская зона включала населённые пункты одного или нескольких районов, территория которых удерживалась и контролировалась партизанами, в ней были восстановлены органы и учреждения советской власти. Партизанский край объединял две и более партизанские зоны. Например, в 1941 году в оршанских партизанских отрядах сражались 12 000 человек, а к концу войны число бойцов перевалило за 300 тысяч. Оршанские партизаны взрывали поезда, используя «угольные мины», замаскированные под каменный уголь.
С осени 1941 года партизанские зоны появились в Полесской, Могилёвской и Минской областях. Края стали образовываться на базе партизанских зон с зимы 1942/1943 года; наибольшее их количество образовалось в 1943 году.
Созданный в первые же дни войны в Октябрьской районе оборонительный партизанский отряд перерос в истребительный батальон. В начале июля 1941 года истребительный батальон реорганизован в партизанский отряд «Красный Октябрь». Командиром отряда был назначен первый секретарь райкома КП(б) Тихон Бумажков. Комиссаром — участник боёв с японцами у озера Хасан, уполномоченный народного комитета заготовок Фёдор Павловский . Они первые из партизан Белоруссии 6 августа 1941 года были удостоены звания Героя Советского Союза. Отряд разгромил опорные пункты, полицейские участки и мелкие гарнизоны в 11 сёлах Октябрьского и Глусского районов Полесской области, а к концу года освободил их от оккупантов.
В первой половине 1942 года во главе партизанских отрядов стояли Фёдор Павловский, И. Г. Жулега, который был вторым секретарём райкома и ушёл в подполье, как только немцы вошли в город, А. Т. Михайловский, бывший председателем Копаткевичского райисполкома, А. Ф. Коваленко и др. Благодаря действиям их отрядов были практически полностью очищены от оккупантов территории Копаткевичского и частично Петриковского, Домановичского, Паричского, Житковичского районов. В результате в Полесье образовалась Октябрьская партизанская зона. Центром её являлся посёлок Рудобелка Октябрьского района.
В 1942—1944 годах Октябрьский район являлся одним из крупнейших центров партизанской борьбы в Белоруссии. Здесь базировались Полесские подпольные обкомы КП(б)Б и ЛКСМБ, Минский подпольный обком КП(б)Б, штабы Полесского и Минского партизанских соединений, Октябрьские подпольный райкомы КП(б)Б и ЛКСМБ, 123-я бригада имени 25-летия БССРа, подпольная типография газеты «Звязда».
В годы войны на территории района выходили подпольные газеты: первые номера республиканской газеты «Звязда» в деревне Репин и областной газеты «Большевик Полесья». С 1942 года начала печататься газета «Народный мститель», орган Октябрьского подпольного райкома партии. Редактором её был Филимон Камоцкий, наборщицей работала Нина Кондратович. В начале 1943 года для связи с Большой землёй возле деревни Поречье был организован партизанский аэродром.
Операция по освобождению района, которая была составной частью операции «Багратион», началась 24 июня 1944 года. Большой вклад в освобождение района внесли воины 28-й армии под командованием генерала-полковника А. А. Лучинского. Только за бой в деревне Пружинищи ряд бойцов были награждены орденами и медалями, несколько человек получили звание Героя Советского Союза. Всего за подвиги, совершённые при освобождении района, этого высокого звания удостоены 16 воинов..

## Карательные действия
В конце марта 1942 года немецкими войсками была проведена карательная операция «Бамберг» против партизанских отрядов и мирного населения. За время операции они сожгли вместе с жителями 6 деревень. Земля этих деревень находится в мемориальным комплексе «Хатынь». Частично немцы подвергли сожжению 32 деревни района. От их рук погибло около 6 тысяч мирных жителей, погиб каждый третий житель района.

## Увековечивание памяти
Центр истории и культуры Октябрьского района, открытый в 1995 году на месте бывшего здания Музея Народной славы, хранит историю и личные вещи героев партизанского движения. Современное здание музея было построено по просьбе ветеранов Великой Отечественной войны, которые проживали в Октябрьском районе, методом народной стройки
В годы войны на территории района действовали две партизанские бригады: 123-я Октябрьская имени 25-летия БССР и 225-я партизанская бригада. Экспозиции музея рассказывают о боевых действиях этих бригад, их командирах, командирах партизанских отрядов, входивших в состав бригад. В витринах представлены фотографии, личные документы партизан, макеты флага отряда «Красный Октябрь» и карты дислокации партизанских отрядов в Октябрьском районе, копии партизанских отчётов, донесений, фрагменты оружия времён Великой Отечественной войны, найденные на территории района.
В следующих двух витринах размещены материалы о военном госпитале, который действовал в районе с первых дней войны, о школах, работавших осенью-зимой 1942−1943 годов, о работе оружейной мастерской на территории спиртзавода. Здесь представлены фотографии учителей, медперсонала, мастера-оружейника Ефима Лесуна, медицинские инструменты, школьные письменные приборы.
Информация о выпуске подпольных газет представлена в витрине на фотографиях, копиях газет, в виде фрагментов шрифт-кассы, типографского оттиска «Смерть фашистским оккупантам».
Память о бойцах, освобождавших эту землю, увековечена в фотографиях на стенде «Освобождение Октябрьского района». Здесь же помещены фотографии уроженцев Октябрьского района, чьи подвиги в Великой Отечественной войне были отмечены высокими наградами Родины.
Также в музее представлены фрагмент партизанской землянки, размещённый в отдельном углу, и земля из сожжённых деревень района.
Также в этом месте находится мемориальный комплекс «Партизанские землянки» и установлен мемориальный знак. К ним открыт туристический маршрут «Музей под открытым небом», организованный Центром истории и культуры Октябрьского района.